# Eduardo V de Inglaterra
Eduardo V de Inglaterra (Abadía de Westminster, 4 de noviembre de 1470 - Torre de Londres, 6 de julio de 1483) era el primogénito varón del rey Eduardo IV y de su esposa Isabel Woodville. Fue Rey de Inglaterra a la muerte de su padre Eduardo IV el 9 de abril de 1483, hasta la adhesión de su tío Ricardo III el 25 de junio de 1483 confirmada por la Ley titulada Titulus Regius, que denunció cualquier otra reclamación a través de los herederos de su padre. No se lo consideraba con la edad suficiente para ser coronado rey, su reinado de 86 días fue dominado por la influencia de su tío y Lord Protector que le sucedió. 
Él y su hermano menor Ricardo de Shrewsbury, duque de York, fueron los “Príncipes de la Torre”, que desaparecieron después de ser enviados a los alojamientos reales fuertemente custodiados en la Torre de Londres. La responsabilidad de su muerte se atribuye al rey Ricardo III, pero los eventos tienen relatos de la época controvertidos y contradictorios que sugieren también otros cuatro sospechosos principales.

## Primeros años de vida
Nació en la Abadía de Westminster, donde su madre Isabel Woodville se había refugiado de las huestes de Enrique VI que habían derrocado a su padre Eduardo IV.

## Príncipe de Gales
Fue proclamado como príncipe de Gales en junio de 1471, tras la ascensión definitiva de su padre al trono inglés. A la muerte de su progenitor el 9 de abril de 1483, se convirtió en el nuevo soberano de Inglaterra, pero por ser aún menor de edad -tenía 12 años- la regencia del reino fue encargada a un Consejo de Regencia presidido por su tío: Ricardo, duque de Gloucester, que tendría el título de Lord Protector y era el "fiel" hermano del difunto rey.

## Intento de compromiso con Ana de Bretaña
A Ana de Bretaña le habían prometido oficialmente en matrimonio con Eduardo, príncipe de Gales, hijo de Eduardo IV en 1483, sin embargo, el muchacho desapareció, y fue dado por muerto, poco después de la muerte de Eduardo IV. 

## Caída

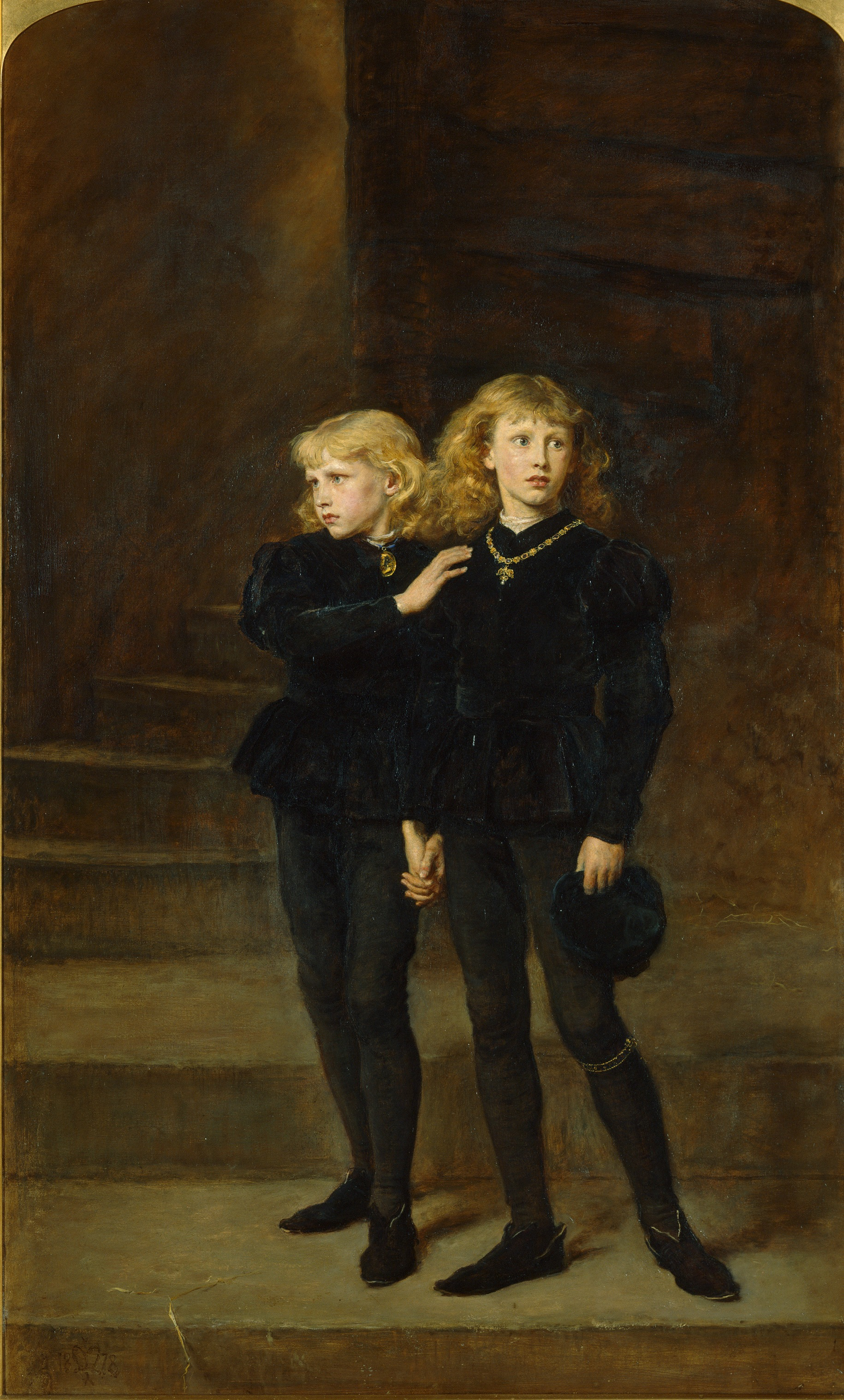
Eduardo V y su hermano Ricardo en la Torre de Londres, por John Everett Millais.

La nueva crisis dinástica que había afectado al reino desde la caída de Ricardo II revivió con este ascenso al trono. La familia materna del nuevo  rey, los Woodville, eran considerados como ambiciosos y hambrientos de poder. Ante estos sucesos, Ricardo asumió el liderazgo del bando anti-Woodville. Desde su posición de control como Lord Protector, capturó al joven rey que se había refugiado bajo la protección de su tío materno Antonio Woodville. Puesto bajo su custodia, fue encerrado en la Torre de Londres, donde pronto lo acompañaría su hermano Ricardo de Shrewsbury, duque de York de sólo nueve años. 
Con los niños bajo su control, el duque de Gloucester procedió a declarar que los hijos del difunto rey eran bastardos, ya que su padre se había casado previamente con Leonor Talbot antes de su matrimonio con Isabel Woodville, y por tanto era bígamo. El Parlamento de Inglaterra corroboró esta versión, declarando bastardos a los niños (conocidos ya como los "Príncipes de la Torre") y siendo proclamado y coronado como rey de Inglaterra con el nombre de Ricardo III.
De los jóvenes príncipes nadie volvió a saber, ya que se prohibió a su madre Isabel visitarlos, al igual que a todos los que tenían contacto con ellos. Por otro lado, los descendientes del otro hermano de Ricardo, Jorge de Clarence, habían sido deslegitimados por la declaración y ejecución como traidor de su padre.
Rápidamente el pueblo comenzaría a tener la sospecha de que los príncipes fueron en realidad asesinados por el ahora rey Ricardo III, concretamente asfixiados por orden suya. Desde entonces se han tejido infinidad de leyendas sobre el verdadero destino de los "Príncipes de la Torre". 

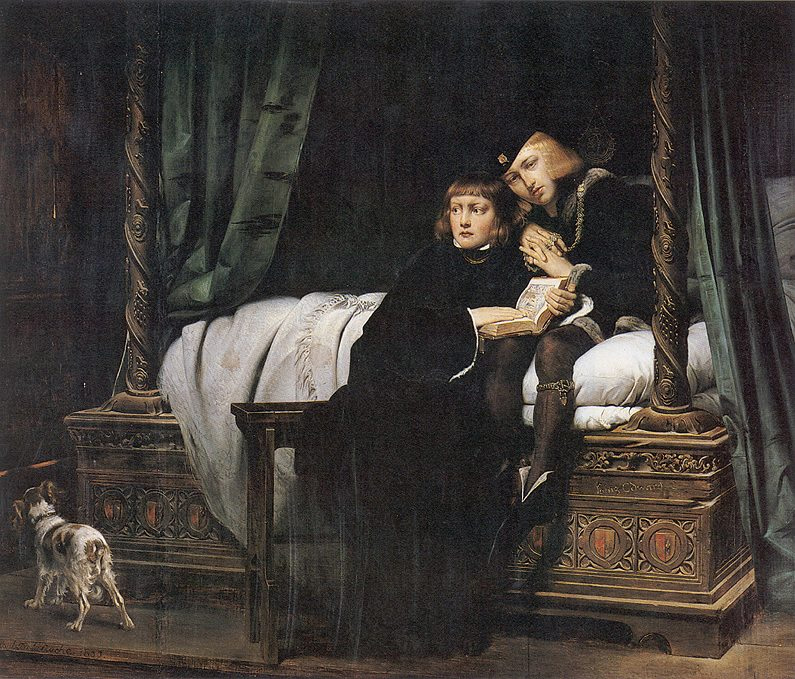
Eduardo V y el duque de York en la Torre de Londres, por Paul Delaroche (1830).

Algunos suponen que Ricardo III no habría ordenado sus muertes, y que en realidad fueron ocultados deliberadamente el resto de sus vidas; mientras que para otros no había ninguna duda de que fueron asesinados por su tío, hipótesis reforzada siglos más tarde, ya que en 1674, durante el reinado de Carlos II (1660-1685), trabajadores descubrieron los cuerpos de dos niños o niñas en la Torre de Londres. Los ingleses creyeron que eran los cuerpos de los príncipes, y les dieron un entierro real.

## Sucesión
| Predecesor: Eduardo IV | Rey de Inglaterra y Señor de Irlanda 9 de abril al 25 de junio de 1483 | Sucesor: Ricardo III |